# Volleyball World Beach Pro Tour 2024 der Männer
Die Volleyball World Beach Pro Tour 2024 der Männer bestand aus 49 Beachvolleyball-Turnieren. Zehn Turniere gehörten in die Kategorie „Elite16“, acht Turniere in die Kategorie „Challenge“ und 31 Turniere in die niederklassige Kategorie „Futures“. Hinzu kamen noch „The Finals“ in Doha. Die Turniere vor dem 10. Juni 2024 wurden für die Qualifikation für die Olympischen Spiele 2024 in Paris berücksichtigt.

## Turniere

### Übersicht
Die folgende Tabelle zeigt alle Männer-Turniere (außer Futures) der Volleyball World Beach Pro Tour 2024.
| Austragungsort | Land                | Kategorie  | Datum                             |
| -------------- | ------------------- | ---------- | --------------------------------- |
| Doha           | Katar               | Elite16    | 5. bis 9. März 2024               |
| Recife         | Brasilien           | Challenge  | 21. bis 24. März 2024             |
| Saquarema      | Brasilien           | Challenge  | 28. bis 31. März 2024             |
| Guadalajara    | Mexiko              | Challenge  | 11. bis 14. April 2024            |
| Tepic          | Mexiko              | Elite16    | 17. bis 21. April 2024            |
| Xiamen         | Volksrepublik China | Challenge  | 25. bis 28. April 2024            |
| Brasília       | Brasilien           | Elite16    | 1. bis 5. Mai 2024                |
| Espinho        | Portugal            | Elite16    | 22. bis 26. Mai 2024              |
| Stare Jabłonki | Polen               | Challenge  | 30. Mai bis 2. Juni 2024          |
| Ostrava        | Tschechien          | Elite16    | 5. bis 9. Juni 2024               |
| Gstaad         | Schweiz             | Elite16    | 3. bis 7. Juli 2024               |
| Wien           | Österreich          | Elite16    | 10. bis 14. Juli 2024             |
| Hamburg        | Deutschland         | Elite16    | 21. bis 25. August 2024           |
| João Pessoa    | Brasilien           | Elite16    | 16. bis 20. Oktober 2024          |
| Rio de Janeiro | Brasilien           | Elite16    | 6. bis 10. November 2024          |
| Haikou         | Volksrepublik China | Challenge  | 13. bis 17. November 2024         |
| Chennai        | Indien              | Challenge  | 21. bis 24. November 2024         |
| Nuvali         | Philippinen         | Challenge  | 28. November bis 1. Dezember 2024 |
| Doha           | Katar               | The Finals | 4. bis 7. Dezember 2024           |

### Doha
Elite16, 5. bis 9. März 2024
| Platz | Team                                 |
| ----- | ------------------------------------ |
| 1     | Stefan Boermans / Yorick de Groot    |
| 2     | David Åhman / Jonatan Hellvig        |
| 3     | Anders Mol / Christian Sørum         |
| 4     | Clemens Wickler / Nils Ehlers        |
| 5     | Ondřej Perušič / David Schweiner     |
| 5     | Paolo Nicolai / Samuele Cottafava    |
| 5     | Matthew Immers / Steven van de Velde |
| 5     | Cherif Younousse / Ahmed Tijan       |

### Recife
Challenge, 21. bis 24. März 2024
| Platz | Team                               |
| ----- | ---------------------------------- |
| 1     | Evandro Gonçalves / Arthur Mariano |
| 2     | Noslen Diaz / Jorge Alayo          |
| 3     | Javier Bello / Joaquin Bello       |
| 4     | Chase Budinger / Miles Evans       |
| 5     | Daniel Dearing / Sam Schachter     |
| 5     | Christiaan Varenhorst / Leon Luini |
| 5     | Mathias Berntsen / Hendrik Mol     |
| 5     | Tri Bourne / Chaim Schalk          |

### Saquarema
Challenge, 28. bis 31. März 2024
| Platz | Team                             |
| ----- | -------------------------------- |
| 1     | André Loyola / George Wanderley  |
| 2     | Noslen Diaz / Jorge Alayo        |
| 3     | Julien Lyneel / Rémi Bassereau   |
| 4     | Martin Ermacora / Philipp Waller |
| 5     | Julian Hörl / Alexander Horst    |
| 5     | Renato Lima / Vitor Felipe       |
| 5     | Pablo Herrera / Adrián Gavira    |
| 5     | Chase Budinger / Miles Evans     |

### Guadalajara
Challenge, 11. bis 14. April 2024
| Platz | Team                                 |
| ----- | ------------------------------------ |
| 1     | Theodore Brunner / Trevor Crabb      |
| 2     | Lukas Pfretzschner / Sven Winter     |
| 3     | Evandro Gonçalves / Arthur Mariano   |
| 4     | Noslen Diaz / Jorge Alayo            |
| 5     | Pablo Herrera / Adrián Gavira        |
| 5     | Julien Lyneel / Rémi Bassereau       |
| 5     | Matthew Immers / Steven van de Velde |
| 5     | Serhij Popow / Eduard Resnik         |

### Tepic
Elite16, 17. bis 21. April 2024
| Platz | Team                                 |
| ----- | ------------------------------------ |
| 1     | David Åhman / Jonatan Hellvig        |
| 2     | André Loyola / George Wanderley      |
| 3     | Noslen Diaz / Jorge Alayo            |
| 4     | Clemens Wickler / Nils Ehlers        |
| 5     | Pablo Herrera / Adrián Gavira        |
| 5     | Stefan Boermans / Yorick de Groot    |
| 5     | Matthew Immers / Steven van de Velde |
| 5     | Michał Bryl / Bartosz Łosiak         |

### Xiamen
Challenge, 25. bis 28. April 2024
| Platz | Team                               |
| ----- | ---------------------------------- |
| 1     | Esteban Grimalt / Marco Grimalt    |
| 2     | Youssef Krou / Arnaud Gauthier-Rat |
| 3     | Lukas Pfretzschner / Sven Winter   |
| 4     | Chase Budinger / Miles Evans       |
| 5     | Zachery Schubert / Thomas Hodges   |
| 5     | Pedro Solberg / Guto Carvalhaes    |
| 5     | Mathias Berntsen / Hendrik Mol     |
| 5     | Hagen Smith / Logan Webber         |

### Brasília
Elite16, 1. bis 5. Mai 2024
| Platz | Team                                 |
| ----- | ------------------------------------ |
| 1     | Evandro Gonçalves / Arthur Mariano   |
| 2     | Matthew Immers / Steven van de Velde |
| 3     | André Loyola / George Wanderley      |
| 4     | Clemens Wickler / Nils Ehlers        |
| 5     | Alexander Brouwer / Robert Meeuwsen  |
| 5     | Cherif Younousse / Ahmed Tijan       |
| 5     | Chase Budinger / Miles Evans         |
| 5     | Andy Benesh / Miles Partain          |

### Espinho
Elite16, 22. bis 26. Mai 2024
| Platz | Team                                 |
| ----- | ------------------------------------ |
| 1     | David Åhman / Jonatan Hellvig        |
| 2     | Clemens Wickler / Nils Ehlers        |
| 3     | André Loyola / George Wanderley      |
| 4     | Matthew Immers / Steven van de Velde |
| 5     | Zachery Schubert / Thomas Hodges     |
| 5     | Izac Carracher / Mark Nicolaidis     |
| 5     | Michał Bryl / Bartosz Łosiak         |
| 5     | Chase Budinger / Miles Evans         |

### Stare Jabłonki
Challenge, 30. Mai bis 2. Juni 2024
| Platz | Team                                  |
| ----- | ------------------------------------- |
| 1     | Ondřej Perušič / David Schweiner      |
| 2     | Noslen Diaz / Jorge Alayo             |
| 3     | Stefan Boermans / Yorick de Groot     |
| 4     | Nicolás Capogrosso / Tomas Capogrosso |
| 5     | Renato Lima / Vitor Felipe            |
| 5     | Alexander Brouwer / Robert Meeuwsen   |
| 5     | Piotr Kantor / Jakub Zdybek           |
| 5     | Chase Budinger / Miles Evans          |

### Ostrava
Elite16, 5. bis 9. Juni 2024
| Platz | Team                                 |
| ----- | ------------------------------------ |
| 1     | David Åhman / Jonatan Hellvig        |
| 2     | Stefan Boermans / Yorick de Groot    |
| 3     | Andy Benesh / Miles Partain          |
| 4     | Anders Mol / Christian Sørum         |
| 5     | Evandro Gonçalves / Arthur Mariano   |
| 5     | Clemens Wickler / Nils Ehlers        |
| 5     | Paolo Nicolai / Samuele Cottafava    |
| 5     | Matthew Immers / Steven van de Velde |

### Gstaad
Elite16, 3. bis 7. Juli 2024
| Platz | Team                               |
| ----- | ---------------------------------- |
| 1     | David Åhman / Jonatan Hellvig      |
| 2     | André Loyola / George Wanderley    |
| 3     | Anders Mol / Christian Sørum       |
| 4     | Paolo Nicolai / Samuele Cottafava  |
| 5     | Evandro Gonçalves / Arthur Mariano |
| 5     | Clemens Wickler / Nils Ehlers      |
| 5     | Michał Bryl / Bartosz Łosiak       |
| 5     | Cherif Younousse / Ahmed Tijan     |

### Wien
Elite16, 10. bis 14. Juli 2024
| Platz | Team                                 |
| ----- | ------------------------------------ |
| 1     | Anders Mol / Christian Sørum         |
| 2     | Michał Bryl / Bartosz Łosiak         |
| 3     | Esteban Grimalt / Marco Grimalt      |
| 4     | Clemens Wickler / Nils Ehlers        |
| 5     | Pablo Herrera / Adrián Gavira        |
| 5     | Stefan Boermans / Yorick de Groot    |
| 5     | Matthew Immers / Steven van de Velde |
| 5     | Andy Benesh / Miles Partain          |

### Hamburg
Elite16, 21. bis 25. August 2024
| Platz | Team                                   |
| ----- | -------------------------------------- |
| 1     | Anders Mol / Christian Sørum           |
| 2     | Pablo Herrera / Adrián Gavira          |
| 3     | Stefan Boermans / Yorick de Groot      |
| 4     | Paolo Nicolai / Samuele Cottafava      |
| 5     | Nicolás Capogrosso / Tomas Capogrosso  |
| 5     | Izac Carracher / Mark Nicolaidis       |
| 5     | Adrielson Dos Santos / Arthur da Silva |
| 5     | Matthew Immers / Steven van de Velde   |

### João Pessoa
Elite16, 16. bis 20. Oktober 2024
| Platz | Team                                   |
| ----- | -------------------------------------- |
| 1     | Anders Mol / Christian Sørum           |
| 2     | Cherif Younousse / Ahmed Tijan         |
| 3     | David Åhman / Jonatan Hellvig          |
| 4     | Nicolás Capogrosso / Tomas Capogrosso  |
| 5     | Adrielson Dos Santos / Arthur da Silva |
| 5     | Guto Carvalhaes / Vitor Felipe         |
| 5     | Mārtiņš Pļaviņš / Kristiāns Fokerots   |
| 5     | Mathias Berntsen / Hendrik Mol         |

### Rio de Janeiro
Elite16, 6. bis 10. November 2024
| Platz | Team                                  |
| ----- | ------------------------------------- |
| 1     | Javier Bello / Joaquin Bello          |
| 2     | Nicolás Capogrosso / Tomas Capogrosso |
| 3     | Mārtiņš Pļaviņš / Kristiāns Fokerots  |
| 4     | Anders Mol / Christian Sørum          |
| 5     | Mathias Berntsen / Hendrik Mol        |
| 5     | Cherif Younousse / Ahmed Tijan        |
| 5     | David Åhman / Jonatan Hellvig         |
| 5     | Serhij Popow / Eduard Resnik          |

### Haikou
Challenge, 13. bis 17. November 2024
| Platz | Team                                 |
| ----- | ------------------------------------ |
| 1     | Evan Cory / Cody Caldwell            |
| 2     | Zachery Schubert / Thomas Hodges     |
| 3     | Gianluca Dal Corso / Marco Viscovich |
| 4     | Philipp Huster / Maximilian Just     |
| 5     | Calvin Aye / Rémi Bassereau          |
| 5     | Joadel Gardoque / Elouan Chouikh     |

### Chennai
Challenge, 21. bis 24. November 2024
| Platz | Team                                    |
| ----- | --------------------------------------- |
| 1     | Jacob Hölting Nilsson / Elmer Andersson |
| 2     | Leon Luini / Ruben Penninga             |
| 3     | Philipp Waller / Timo Hammarberg        |
| 4     | Zachery Schubert / Thomas Hodges        |
| 5     | Ardis Bedrītis / Artūrs Rinkevičs       |
| 5     | Chaim Schalk / James Shaw               |

### Nuvali
Challenge, 28. November bis 1. Dezember 2024
| Platz | Team                                    |
| ----- | --------------------------------------- |
| 1     | Jacob Hölting Nilsson / Elmer Andersson |
| 2     | Paul Henning / Lui Wüst                 |
| 3     | Javier Bello / Joaquin Bello            |
| 4     | Philipp Waller / Timo Hammarberg        |
| 5     | Alexander Horst / Paul Pascariuc        |
| 5     | Benedikt Sagstetter / Jonas Sagstetter  |

### Doha
The Finals, 4. bis 7. Dezember 2024
| Platz | Team                                 |
| ----- | ------------------------------------ |
| 1     | Anders Mol / Christian Sørum         |
| 2     | David Åhman / Jonatan Hellvig        |
| 3     | Cherif Younousse / Ahmed Tijan       |
| 4     | Stefan Boermans / Yorick de Groot    |
| 5     | Evandro Gonçalves / Arthur Mariano   |
| 5     | Clemens Wickler / Nils Ehlers        |
| 7     | Ondřej Perušič / David Schweiner     |
| 7     | Javier Bello / Joaquin Bello         |
| 9     | Paolo Nicolai / Samuele Cottafava    |
| 9     | Matthew Immers / Steven van de Velde |

## Auszeichnungen des Jahres 2024
Team Ranking basierend auf den acht besten Resultaten
| FIVB Sieger Team Ranking | David Åhman / Jonatan Hellvig |